# Aron Heppner

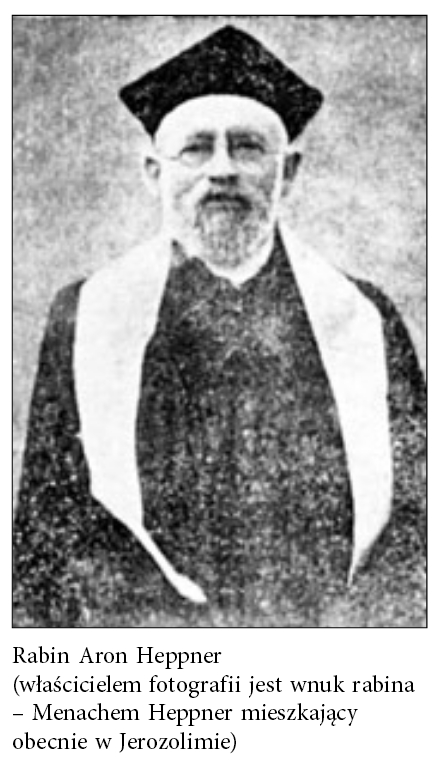

Aron Heppner (geboren 22. Juli 1865 in Pleschen, Königreich Preußen; gestorben 23. Dezember 1938 in Breslau, Provinz Niederschlesien) war ein deutscher Rabbiner im Posener Land und Archivar in Breslau.

## Familie
Aron Heppner stammte aus einer Handwerkerfamilie aus dem Posener Land. Er wurde in der Kreisstadt Pleschen als Sohn des Bäckers Pessach Paul Heppner (1833–1912)  und seiner Frau Ricka Henschel geboren. Er heiratete Selma Goldmann (* 1860). Das Paar hatte acht Kinder, von denen zwei Söhne in das KZ Buchenwald verschleppt wurden.

## Leben
Heppner besuchte 1882–1885 das Gymnasium in Ostrowo. Er studierte Philosophie und Jüdische Theologie an der Universität Berlin und am dortigen Rabbiner-Seminar. Auch hörte er Vorlesungen in Orientalistik und Literatur. 1889 promovierte er mit „multa cum laude“ in Halle zum Dr. phil. mit einer Arbeit über „Die Scholien des Bar Hebraeus zu Ruth und den apokryphen Zusätzen zum Buch Daniel“. Anschließend besuchte er das Rabbiner-Seminar in Hildesheim. Heppner war von 1890 bis 1906 sechzehn Jahre lang Rabbiner in der Kreisstadt Koschmin. Da die jüdische Bevölkerung in der Provinz Posen in der Kaiserzeit durch Abwanderung gen Westen und Auswanderung nach Übersee immer weiter schrumpfte, musste er auch in den Nachbargemeinden aushelfen. So seit dem 1. Januar 1906 in der Kreisstadt Jarotschin, wo er bis 1920 Rabbiner war. Beide Orte liegen nahe an seinem Geburtsort Pleschen.
1920 gewährte der Versailler Friedensvertrag allen Bewohnern des Posener Landes das Optionsrecht auf die Beibehaltung der deutschen Staatsangehörigkeit. Heppner optierte gegen die polnische Staatsangehörigkeit zugunsten der deutschen mit der Folge, dass er aus der Zweiten Polnischen Republik ausgewiesen wurde. Auf der Suche nach Arbeit kam er nach Breslau und arbeitete als Religionslehrer und Dozent an Talmud-Schulen, ehe er 1924  das  „Archiv der Synagogengemeinde Breslau“ gründete und bis zu seinem Tod leitete. Aron Heppner starb 1938 in Breslau.

## Publizistisches Werk
Er war Mitherausgeber eines jüdischen literarischen Abreißkalenders, der von 1900 bis 1918 in der Provinz Posen erschien und den er später in Schlesien herausgab. Zusammen mit dem Bromberger Religionslehrer Isaak Herzberg (1857–1936) veröffentlichte er das zum Standardwerk der jüdischen Historiographie von Großpolen (Wielkopolska) gewordene Buch „Aus Vergangenheit und Gegenwart der Juden und der jüdischen Gemeinden in den Posener Landen“. Auf über tausend Seiten beschreiben die Autoren in alphabetischer Reihenfolge die Geschichte der 130 jüdischen Gemeinden in der Provinz Posen. Die beiden ersten Bände gaben sie 1907 und 1909 in Bromberg gemeinsam heraus, den dritten Heppner 1929 alleine. Zusammen mit dem Rabbiner und Historiker Aron Freimann (1871–1948) veröffentlichte Heppner 1896 die Geschichte der israelitischen Gemeinde Ostrowo. In seiner letzten Lebensphase ergänzte er 1931 diese Arbeit noch um das Buch „Jüdische Persönlichkeiten in und aus Breslau“.

## Schriften (Auswahl)
- Die Scholien des Bar Hebraeus zu Ruth und den apokryphen Zusätzen zum Buch Daniel. (= Dissertation Halle 1889).
- Aus Vergangenheit und Gegenwart der jüdischen Gemeinden und Juden im Posener Land. Nach gedr. und ungedr. Quellen von Aron Heppner und Isaak Herzberg, Selbstverlag, Koschmin 1904. (1034 Seiten)[2]
- Jüdische Personen in und um Breslau. Breslau 1931.
- Die Stamm-Numeranten. Ein Beitrag zur Geschichte der Juden in Breslau und eine Anregung zur jüdischen Familienforschung. In:  Breslauer Jüdisches Gemeindeblatt. Amtliches Blatt der Synagogengemeinde zu Breslau, Jg. 2, Nr. 1 (20. Januar 1925), S. 1 f. (Web-Ressource)